# Lista chorążych reprezentacji Estonii na igrzyskach olimpijskich

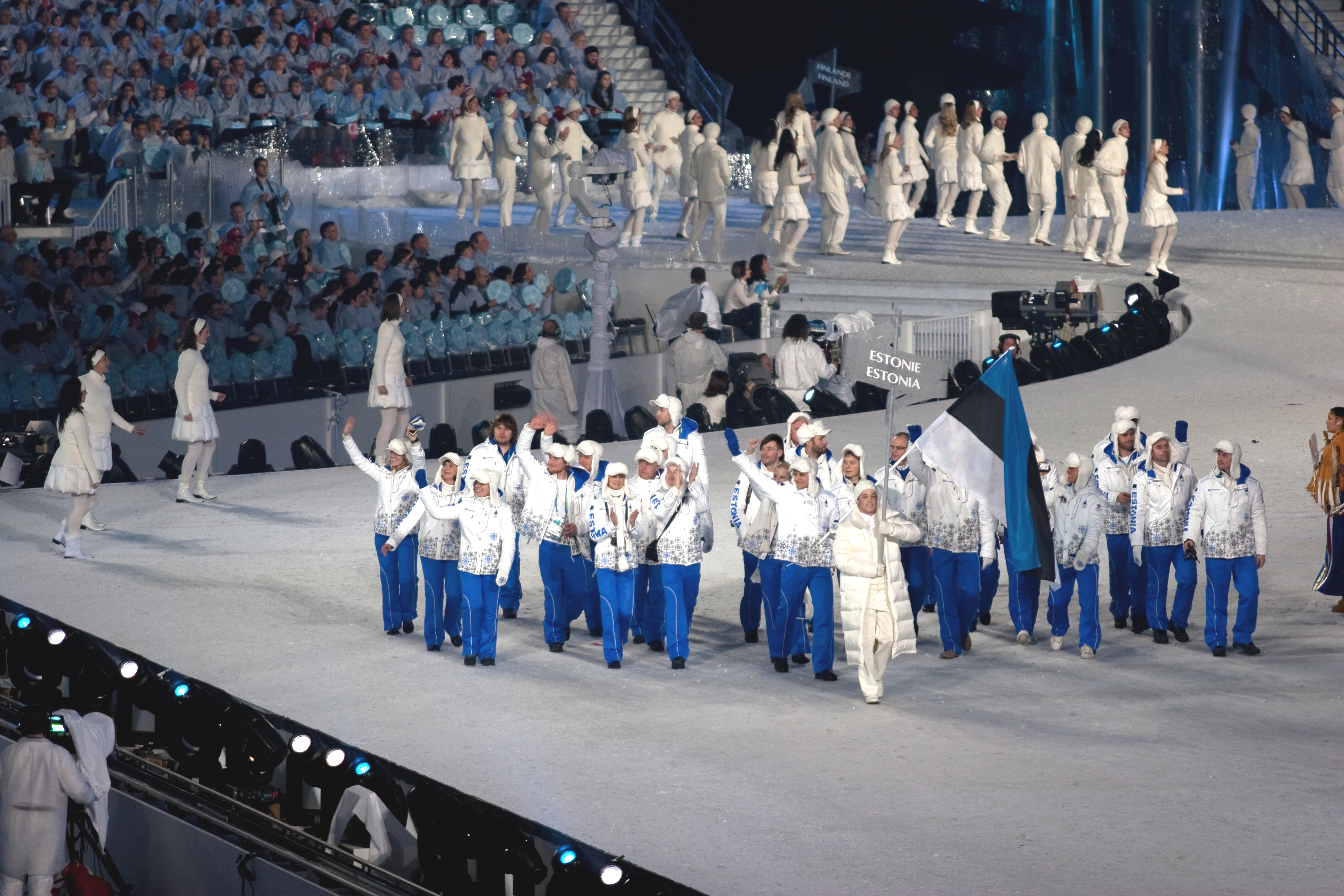
Estonia na Zimowych Igrzyskach Olimpijskich 2010

Lista chorążych reprezentacji Estonii na igrzyskach olimpijskich – lista zawodników i zawodniczek reprezentacji Estonii, którzy podczas ceremonii rozpoczęcia danych igrzysk olimpijskich nieśli flagę Estonii.

## Lista
| Lp. | Rok i miejsce                | Sezon  | Chorąży                     | Dyscyplina          |
| --- | ---------------------------- | ------ | --------------------------- | ------------------- |
| 18  | 2020, Tokio                  | Letnie | Dina Ellermann              | Jeździectwo         |
| 18  | 2020, Tokio                  | Letnie | Tõnu Endrekson              | Wioślarstwo         |
| 17  | 2018, Pjongczang             | Zimowe | Saskia Alusalu              | Łyżwiarstwo szybkie |
| 16  | 2016, Rio de Janeiro         | Letnie | Olufunke Oshonaike          | Tenis stołowy       |
| 20. | 2014, Soczi                  | Zimowe | Indrek Tobreluts            | Biathlon            |
| 19. | 2012, Londyn                 | Letnie | Aleksander Tammert          | Lekkoatletyka       |
| 18. | 2010, Vancouver              | Zimowe | Roland Lessing              | Biathlon            |
| 17. | 2008, Pekin                  | Letnie | Martin Padar                | Judo                |
| 16. | 2006, Turyn                  | Zimowe | Eveli Saue                  | Biathlon            |
| 15. | 2004, Ateny                  | Letnie | Erki Nool                   | Lekkoatletyka       |
| 14. | 2002, Salt Lake City         | Zimowe | Allar Levandi               | (trener)            |
| 13. | 2000, Sydney                 | Letnie | Tõnu Tõniste                | Żeglarstwo          |
| 12. | 1998, Nagano                 | Zimowe | Kalju Ojaste                | Biathlon            |
| 11. | 1996, Atlanta                | Letnie | Jüri Jaanson                | Wioślarstwo         |
| 10. | 1994, Lillehammer            | Zimowe | Allar Levandi               | Kombinacja norweska |
| 9.  | 1992, Barcelona              | Letnie | Heino Lipp                  |                     |
| 8.  | 1992, Albertville            | Zimowe | Ants Antson                 | (trener)            |
| 7.  | 1936, Berlin                 | Letnie | Erich Altosaar              | Koszykówka          |
| 6.  | 1936, Garmisch-Partenkirchen | Zimowe | Johannes Raudava-Rosenfeldt |                     |
| 5.  | 1932, Los Angeles            | Letnie | Osvald Käpp                 | Zapasy              |
| 4.  | 1928, Amsterdam              | Letnie | Gustav Kalkun               | Lekkoatletyka       |
| 3.  | 1928, St. Moritz             | Zimowe | Eduard Hiiop                |                     |
| 2.  | 1924, Paryż                  | Letnie | Jüri Lossmann               | Lekkoatletyka       |
| 1.  | 1920, Antwerpia              | Letnie | Harald Tammer               | Lekkoatletyka       |